# Gravediggaz
Gravediggaz – amerykańska grupa muzyczna wykonująca hip-hop. Zespół powstał w 1991, w składzie zespołu znaleźli się Prince Paul (związanym z De La Soul i Stetsasonic), Frukwan ze Stetsasonic, Too Poetic z Brothers Grym i RZA z grupy Wu-Tang Clan. Pierwsza płyta ukazała się w 1994 roku, sprzedawano ją pod nazwą 6 Feet Deep (w oryginale jej tytuł brzmiał Niggamortis). W wersji europejskiej na albumie dodatkowo pojawia się utwór "Pass The Shovel". RZA dla Gravediggaz przyjął nowy pseudonim Rzarector, podobnie postąpili inni członkowie zespołu: Poetic stał się Grym Reaper, Prince Paul – Undertaker i Frukwan – Gatekeeper. Następną w pełni legalną płytę pod nazwą The Pick, the Sickle and the Shovel Gravediggaz wydał w 1997 roku. W 2001 Poetic zmarł na raka jelita grubego. W roku 2002, 9 miesięcy po jego śmierci ukazuje się płyta Nightmare in A-Minor, na której znajdują się rymy autorstwa Too Poetic'a i Frukwana (Prince Paul i RZA opuścili grupę). W 2004 roku ukazuje się płyta 6 Feet Under, będąca kompilacją 10 utworów Frukwana z płyty Life, a także 5 z płyty Nightmare in A-Minor (pod zmienionymi tytułami).

## Dyskografia

### Albumy
- 6 Feet Deep (1994)
- The Pick, the Sickle and the Shovel (1997)
- Nightmare in A-Minor (2002)

### Minialbumy
- The Hell E.P. (1995)

### Kompilacje
- 6 Feet Under (2004)